# Eurizione
Eurizione (in greco antico: Εὐρυτίων?, Eurytíōn) è un personaggio della mitologia greca. Fu il re dei Centauri.

## Genealogia
Era figlio di Issione e Nefele e fratellastro di Piritoo.

## Aspetto
Dalla testa al ventre aveva le sembianze di uomo e al posto delle gambe il corpo era quello di un cavallo.

## Mitologia
Fu invitato dal fratellastro e re dei Lapiti Piritoo al suo matrimonio e dove, non reggendo il vino offertogli, incominciò ad avere comportamenti indecenti e tentando perfino di violentare la sposa del suo fratellastro Ippodamia.
Lui e i centauri al suo seguito furono cacciati dal ricevimento da Piritoo e Teseo e gli furono tagliati il naso e le orecchie. Dopo questa vicenda ebbe inizio la guerra tra i due fratellastri che prese il nome di Centauromachia.